# Berestyn
Krasnohrad (ukrajinsky Красноград; rusky Красноград – Krasnograd) je město v Charkovské oblasti na Ukrajině. Leží na řece Berestově 100 kilometrů jihozápadně od Charkova a 85 kilometrů východně od Poltavy, je správním centrem Krasnohradského rajónu. Vede přes něj dálnice M18 z Jalty do Merefy a také z něj vedou železniční tratě do Charkova, Poltavy, Dnipra a Lozovy. Žije zde přibližně 20 tisíc obyvatel. V roce 2013 žilo v Krasnohradě bezmála 21 tisíc obyvatel.

## Dějiny
Krasnohrad byl založen mezi lety 1731 a 1733 jako pevnost jménem Bilevsk (Білевськ) v blízkosti ruské jižní hranice mezi Dněprem a Severním Doněcem. Po rusko-turecké válce v letech 1768–1774 pevnost ztratila svůj strategický význam. Přilehlé sídlo přejmenovala carevna Kateřina Veliká v roce 1784 svým dekretem na Konsťantynohrad po svém vnukovi Konstantinovi. Městem se stalo v roce 1797.
Současné jméno (doslova Rudé město) dostal Krasnohrad v roce 1922 po ukončení ruské občanské války podle rudé barvy, symbolu komunismu.
Za druhé světové války byl Krasnohrad od 20. září 1941 do 18. září 1943 obsazen německou armádou. Nacisté vypálili synagogu, zlikvidovali židovsko ukomunitu a zřídili zajatecký tábor Dulag 205 pro sovětské vojáky.
Během ruské invaze na Ukrajinu v roce 2022 se Krasnohrad stal předpolím útoků na Charkov, od konce února je opakovaně ostřelován.

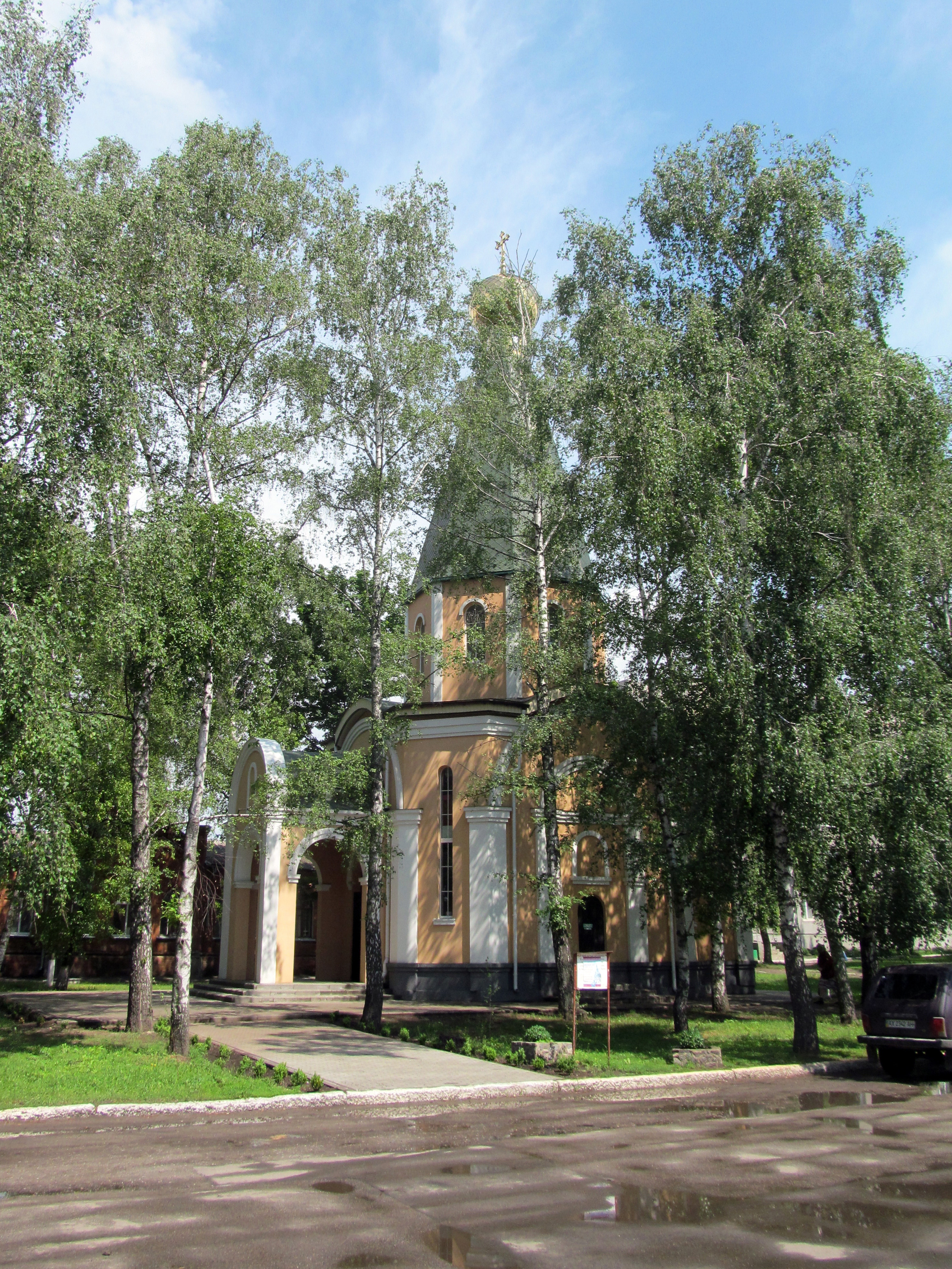
Chrám sv. Luky Krymského

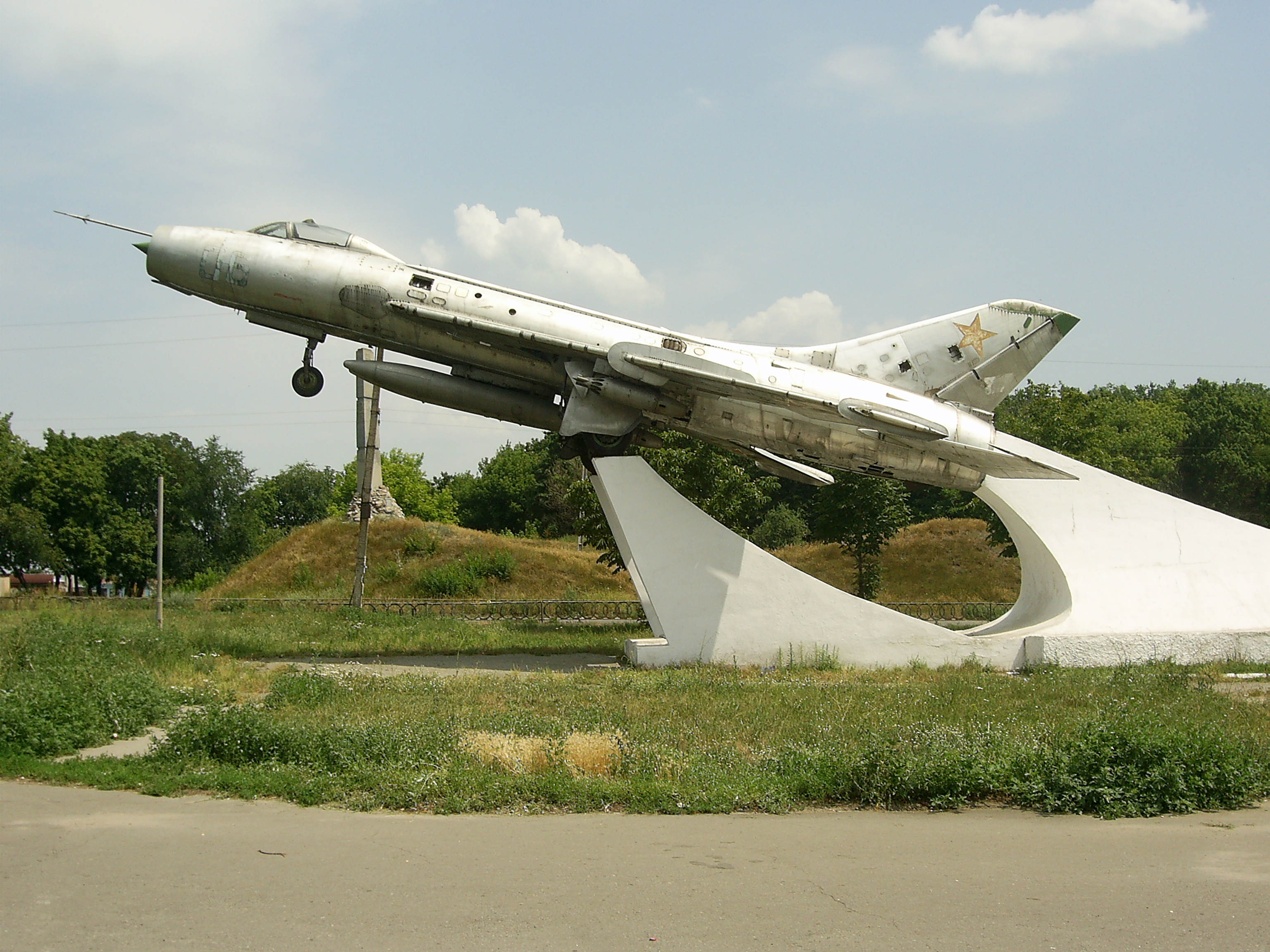
Památník letců

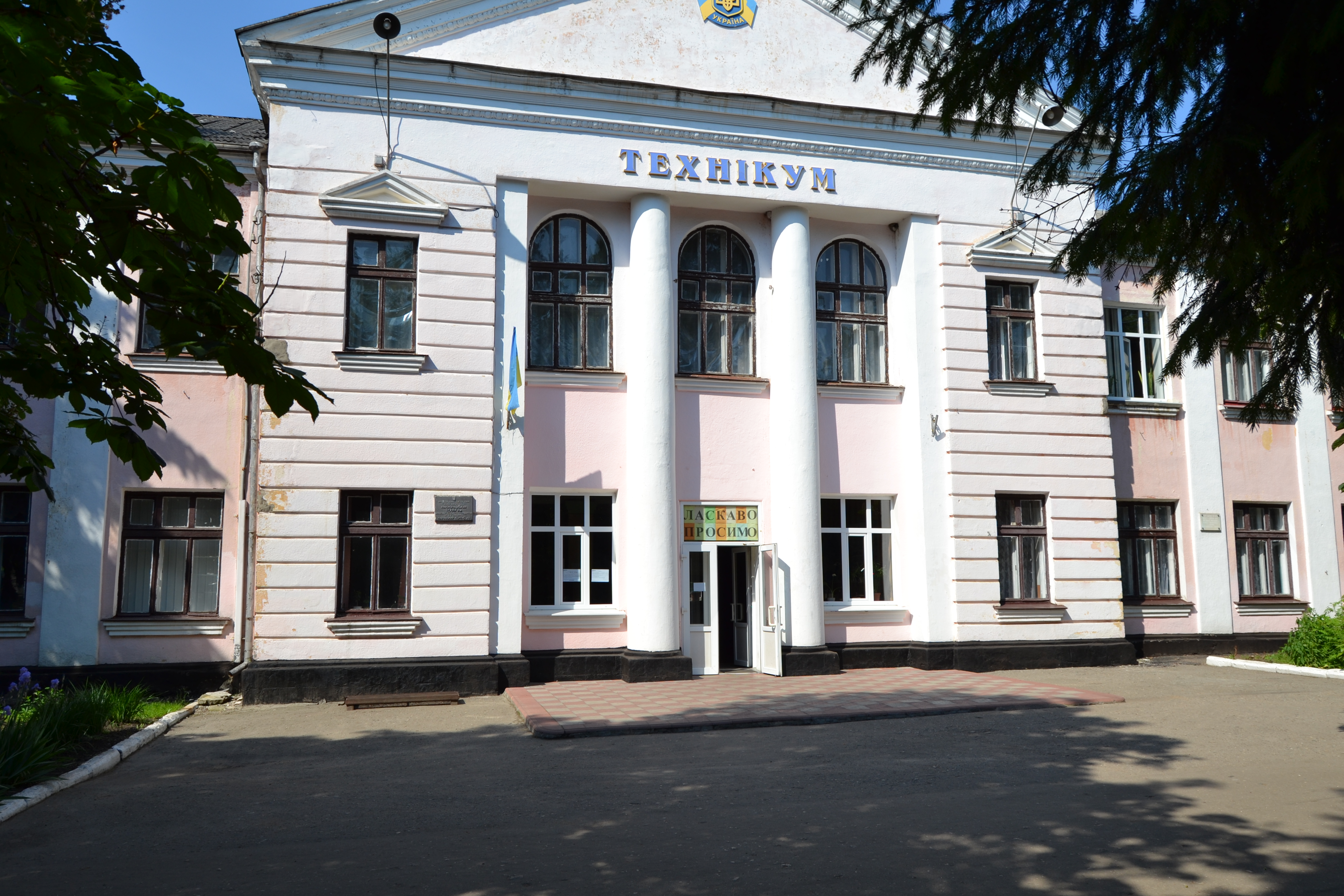
Budova vysoké školy

## Obyvatelstvo
Podle prvního sčítání obyvatel a etnik Ruského impéria z roku 1897 žilo v Konstantinohradu 6 500 obyvatel, z toho 72 % Malorusů (tj. Ukrajinců), 17 % Židů a 9 % Velkorusů.

## Hospodářství
Krasnohrad je průmyslové město s několika velkými závody a moderní infrastrukturou. Závod Ukrgazvydobuvannyja plně zajišťuje rozvody na zkapalněný plyn a topné oleje, další podniky jsou potravinářské.

## Památky a památníky
- Zbytky valů zbořené pevnosti, většinou dochované jako terénní vlny
- Pravoslavný chrám sv. Luky Krymského
- Secesní budova okresního úřadu
- Novogotická budova nemocnice (nyní pustá)
- Vojenská stíhačka Rudé armády - památník stíhacím letcům druhé světové války
- Památník obětem katastrofy Černobylské elektrárny
- Památník 25 let nezávislosti Ukrajiny - ocelový znak Ukrajiny, vztyčený symbolicky na podstavci odstraněné sochy V. I. Lenina
- Oblastní vlastivědné muzeum

## Kultura a školství
- Dům kultury
- Technikum - vysoká škola zemědělsko-hospodářská
- Pedagogická fakulta univerzity v Charkově

## Osobnosti
- Leonyd Pervomajskyj (1902–1973), rodným jménem Ilya Solomonovyč Gurevyč – ukrajinský básník, spisovatel, dramatik a divadelní kritik
- Anatolij Šapiro (1913 Konstantynohrad-2005 New York) – ukrajinský hutní inženýr židovského původu, později vstoupil do Rudé armády, jako major velel 106. pěší brigádě 1. ukrajinského frontu, která v lednu 1945 osvobodila koncentrační tábor Auschwitz a 9. května 1945 ráno dorazila do Prahy. V roce 1992 emigroval do Spojených států a žil v New Yorku na Long Islandu, kde je také pohřben na židovském hřbitově.